# Kastell Güssing
Das Kastell Güssing ist ein Schlossbau in der Stadt Güssing im gleichnamigen Bezirk im Burgenland. Es befindet sich im Eigentum der ehemaligen Adelsfamilie Batthyány und steht unter Denkmalschutz (Listeneintrag). Das im 17. Jahrhundert errichtete Kastell (im ungarischen Raum übliche Bezeichnung für einen Adelssitz) war früher Sitz der Bezirkshauptmannschaft Güssing und wird heute als Wohn- und Büroimmobilie genutzt.

## Lage und Umgebung
Das Kastell liegt am Clusiusweg 4 in der Inneren Stadt im Zentrum von Güssing. Es liegt auf einer Anhöhe über der Stadt, an den nördlichen Ausläufern des Schlossberges mit der Burg Güssing.
In direkter Umgebung befindet sich im Nordosten das Kloster Güssing mit der Basilika Mariä Heimsuchung und das Kastell Batthyány, das ebenfalls im Besitz der Familie Batthyány steht. Nordwestlich grenzt das ehemalige Post- und Telegraphenamt mit seiner markanten Fassade Richtung Hauptplatz an. Im Westen liegt das in den Siebzigerjahren des 19. Jahrhunderts errichtete neue Gebäude der Bezirkshauptmannschaft.
Südlich des Kastells befinden sich bereits die inneren Bastionen der Burg Güssing mit dem zweiten und dritten Burgtor. 
Etwa 60 m östlich des Kastells liegen Reste der äußeren Wehrbauten der mittelalterlichen Stadtbefestigungen. Sie verbanden das ursprünglich als nordöstliche Eckbastion errichtete Kloster mit dem knapp 150 m südlich liegenden äußeren Burgtor.

## Architektur und Beschreibung
Beim Kastell handelt es sich um einen zweigeschoßigen Bau auf hakenförmigem Grundriss aus dem 17. Jahrhundert. Die Biedermeierfassade mit vermauerten Pfeilerarkaden verfügt über einen markanten Mittelrisaliten mit Dreiecksgiebel, und an der Nordwestecke über einen erkerartigen Vorbau. Der Risalit mit dem über mehrere Stufen erreichbaren Hauptportal trägt am Giebel ein Wappen der Familie Batthyány. Die mit Faschen verzierten Fenster der vier- bis achtachsigen Nordfassade verfügen im Erdgeschoß über schmiedeeiserne Gitter.
An der Ostfassade ist ein Seitenportal mit einem angrenzenden einstöckigen Erkeranbau vorhanden. Direkt an diesen Erker schließt im Süden ein gemauertes rundbogiges Tor an, über das der rückseitige Innenhof des Kastells erreichbar ist. Dieser wird im Süden durch den steil ansteigenden Schlossberg begrenzt.

## Geschichte
Die Familie Batthyány erhielt die Herrschaft Güssing mitsamt ihrer Burg im 16. Jahrhundert von König Ludwig II. übertragen. Die Burg wurde zum Stammsitz des über die Jahrhunderte an Einfluss und Gütern gewinnenden Magnatengeschlechts. Bedingt durch den militärischen Bedeutungsverlust der mittelalterlichen Burganlage, ließen die Grundherren ab dem 17. Jahrhundert mehrere repräsentative Schlossbauten errichten: Das Kastell Güssing, das Kastell Batthyány und das heutige Schloss Draskovich, das ursprünglich als Sommersitz außerhalb der Stadtmauern errichtet wurde. Das älteste dieser Gebäude ist das Kastell Güssing.
Durch ein Aussterben der Güssinger Linie der Batthyány im Mannesstamm fiel das Sommerschloss mit dem Großteil der Grundherrschaft an die eingeheiratete Familie Draskovich. Die Burg als Stammsitz der Dynastie und die beiden Kastelle (Batthyány und Güssing) blieben im Besitz der Familie.
Das Kastell Güssing wurde abwechselnd als Wohn- und Verwaltungssitz genutzt. Bis in die Siebzigerjahre des 19. Jahrhunderts war die Bezirkshauptmannschaft Güssing darin untergebracht. Seitdem dient es als Büro- und Wohngebäude.
In den Jahren 2016 und 2017 wurde das Gebäude generalsaniert.

## Fotogalerie

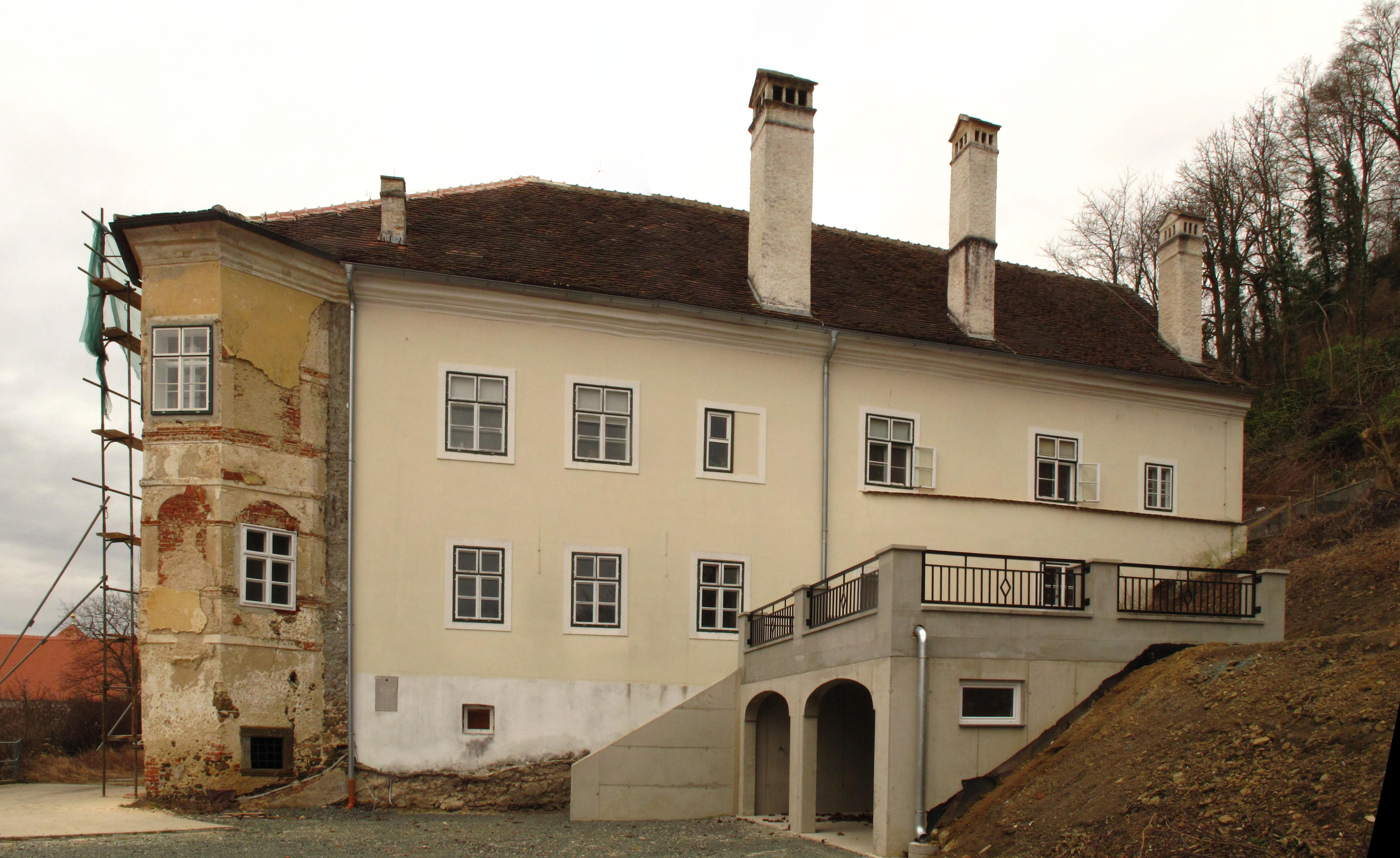
Die Nordwestecke mit Erker vor der Sanierung
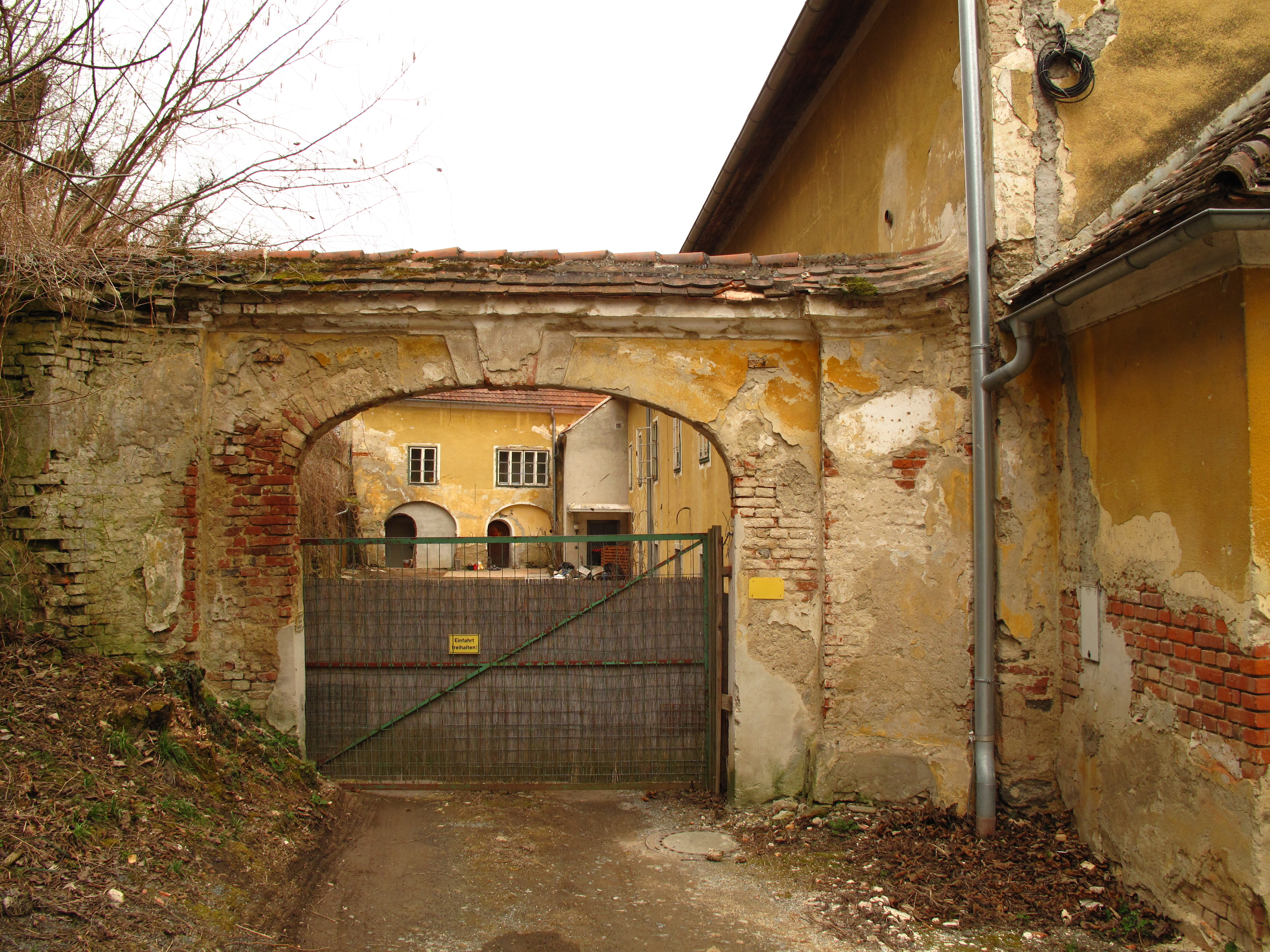
Das Tor zum Innenhof vor der Sanierung
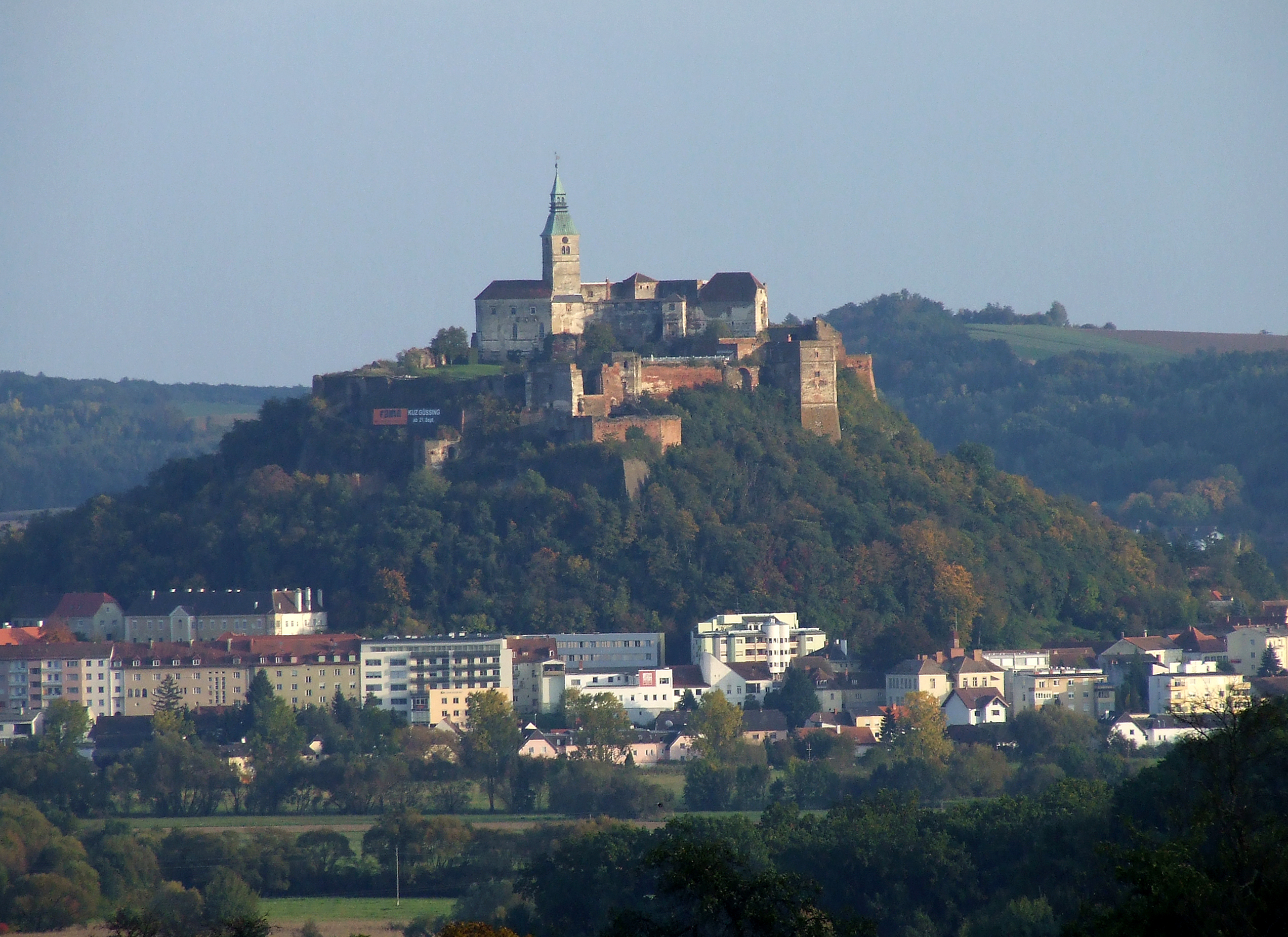
Stadtsilhouette mit erhöht liegendem Kastell links